# نقاب‌دار تو کی هستی؟
ماسک تو کی هستی؟ یا نقاب‌دار تو کی هستی؟ (ترکی: Maske Kimsin Sen?) یک برنامه مسابقه‌ای است که اولین قسمت آن در تاریخ ۱ ژانویه ۲۰۲۲ با تانسل اونگل به‌عنوان مجری، ادا اجه، ملیس سزن، آلیکان یوچسوی و دوگو دمیرکول به‌عنوان داوران پخش شد. این نسخه ترکی برنامه مسابقه آهنگ است که فرمت اصلی آن برای اولین بار در کره جنوبی با نام پادشاه خواننده نقابدار پخش شد و در بسیاری از کشورها با نام خوانندۀ نقاب‌دار منتشر شد. این برنامه ۹ قسمت که در ۱۲ فوریه ۲۰۲۲ پخش شد به پایان رسید.